# Ekawa (stacja kolejowa)
Ekawa (łot. Iecava, ros. Иецава) – stacja kolejowa w pobliżu miejscowości Ekawa, w gminie Bauska, na Łotwie. Położona jest na linii Jełgawa - Krustpils.

## Bibliografia

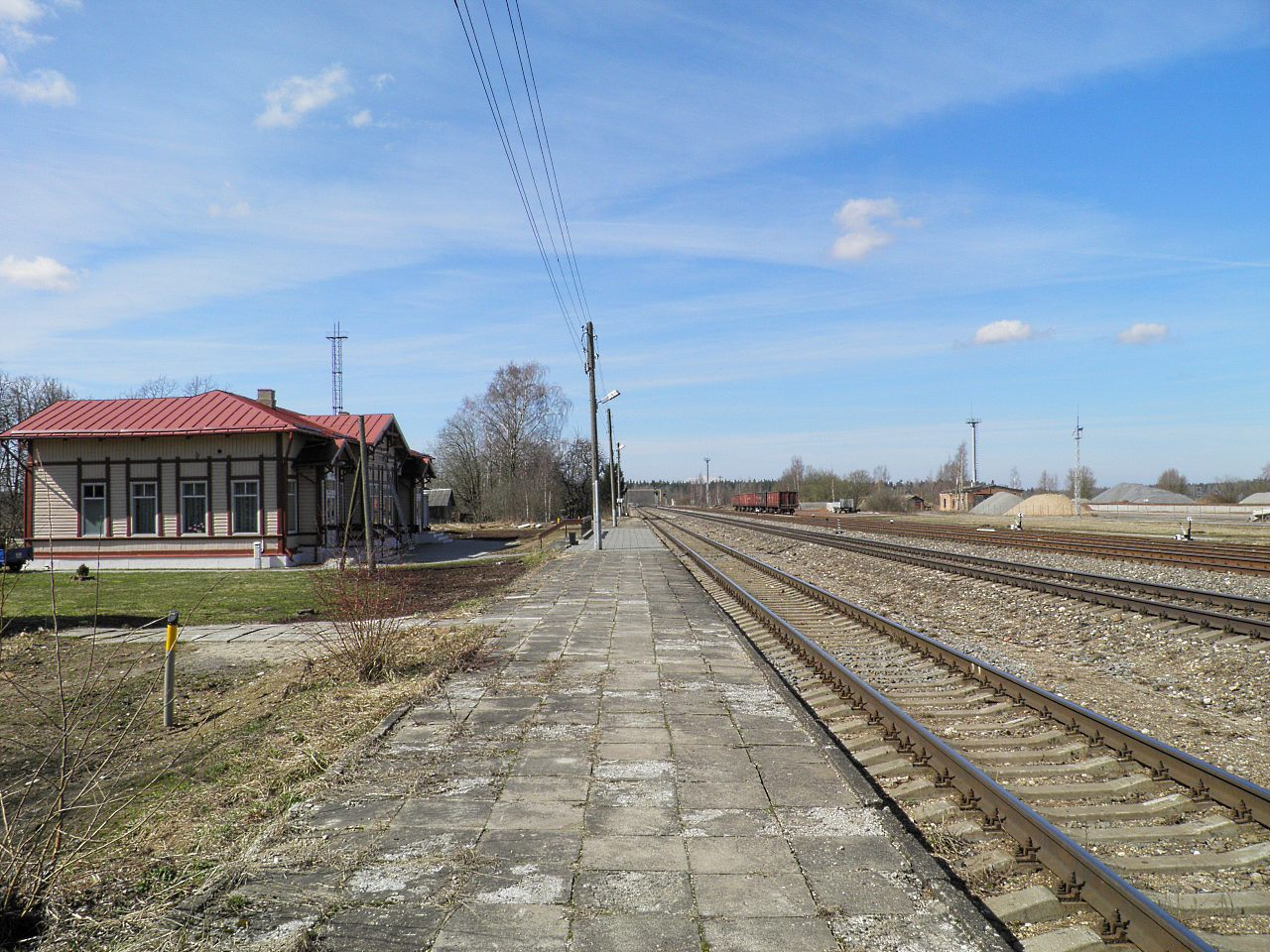